# CGC Viareggio 1970
Questa voce raccoglie le informazioni riguardanti il CGC Viareggio  nelle competizioni ufficiali della stagione 1970.

## Stagione
Fondendosi nel CGC Viareggio, la maglia da rossonera cambia in bianconera. Il Viareggio è sempre nel girone B della Serie B. Quest'anno le avversarie più qualificate sono: Grosseto e Rapid Modena. 30 Agosto 1970: proprio battendo il Modena all'ultima giornata, in casa, per 13-6, il CGC Viareggio viene promosso in Serie A per la prima volta nella sua storia. Record di reti: 113 in 14 partite.

## Maglie e sponsor
|  | Casa | Trasferta |

## Rosa
| N. |                   | Ruolo | Calciatore       |
| -- | ----------------- | ----- | ---------------- |
|    | Italia (bandiera) | P     | Coppola          |
|    | Italia (bandiera) | P     | Franco Palagi    |
|    | Italia (bandiera) | E     | Musetti          |
|    | Italia (bandiera) | E     | Paolo Bandieri   |
|    | Italia (bandiera) | E     | Riccardo Pardini |
|    | Italia (bandiera) | E     | Salvatori        |
|    | Italia (bandiera) | E     | Consorti         |

| N. |                   | Ruolo | Calciatore      |
| -- | ----------------- | ----- | --------------- |
|    | Italia (bandiera) | E     | Aldo Bargellini |
|    | Italia (bandiera) | E     | Lirio Valenti   |
|    | Italia (bandiera) | E     | Cinquini        |